# Charaxes renati
Charaxes renati är en fjärilsart som beskrevs av Rousseau-decelle 1938. Charaxes renati ingår i släktet Charaxes och familjen praktfjärilar. Inga underarter finns listade i Catalogue of Life.